# Tolaki
Tolaki (To'olaki) ist eine in Südostsulawesi gesprochene Sprache. Sie gehört zu den malayo-polynesischen Sprachen innerhalb der austronesischen Sprachen.